# Valentinos Sielīs
Valentinos Sielīs (in greco Βαλεντίνος Σιέλης?; Pafo, 1º marzo 1990) è un ex calciatore cipriota, di ruolo difensore.

## Palmarès

### Club

#### Competizioni nazionali
- Supercoppa di Cipro: 1

AEL Limassol: 2015
- K League 2: 1

Jeju United: 2020